# Uranovi veliki unutarnji pravilni sateliti
Uranovi veliki unutarnji pravilni sateliti su najveći i najznačajniji Uranovi prirodni sateliti. Ujedno su i prvi koji su otkriveni oko Urana.
Uranovi sateliti koji spadaju u ovu skupinu su:  Miranda, Ariel, Umbriel, Titanija, i Oberon. Titanija je najveći mjesec od njih, kao i najveći Uranov mjesec, dok je Ariel najsjajniji. Titanija je bila prvi Uranov mjesec uopće otkriven, to se zbilo godine 1787. Miranda je, od satelita u ovoj skupini otkrivena najkasnije, 1948., ali nije najkasnije otkriven Uranov satelit jer su se, nakon napretka svemirske tehnologije, te posjeta letjelice Voyager 2 1986., otkrića novih satelita zaredala, zbog čega su prethodno navedenih pet satelita bili jedini poznati Uranovi prirodni sateliti.

## Porijeklo imena satelita
Kao i ostali Uranovi sateliti, i ovih 5 je dobilo imena prema likovima iz djela Williama Shakespearea i Alexandera Popea. 

## Miranda
Miranda kruži oko Urana na udaljenosti oko 129 850 km. Približno je kružnog oblika, dimenzija 480 × 468 × 466 km. pa je njen prosječni promjer 472 km. Masa ovog satelita iznosi 6.59 × 1019 kg. Na Mirandi je izmjerena maksimalna temperatura od 86 K (-187 °C).
Otkrio ju je Gerard Kuiper 1948. godine. 
Miranda je građena od stijenja i vodenog leda. Iako najmanji od Uranovih pet velikih satelita, Miranda ima najzanimljiviji reljef. Njena površina je, kao nigdje u Sunčevom sustavu, složena mješavina različitih tipova terena. Jedni do drugih nalaze se doline, litice, pukotine, krateri, terase i kanjoni.
Najupečatljiviji detalj na njenoj površini je svijetli "V-oblik" poznat pod imenom Chevron. Uz Chevron, lako se uočavaju i korone (lat. coronae), sustavi koncentričnih planina i pukotina. Neki kanjoni su duboki i po 10 km, a snimljena je i strma litica Verona Rupes visine 20 km.

## Ariel
Ariel kruži oko Urana na udaljenosti oko 190 930 km. Približno je kružnog oblika, s prosječnim polumjerom 579 km i masom 1,35 × 1021 kg. Ariel je vrlo sličan Titaniji, iako je manji. Najsjajniji je satelit Urana.
Otkrio ga je William Lassell, 1851. godine. 
Ariel je od velikih unutarnjih pravilnih satelita drugi najbliži. 
Trenutno Ariel nije uključen u bilo kakvu orbitalnu rezonanciju s drugim uranskim satelitima. Međutim, u prošlosti je možda bila u rezonanciji 5:3 s Mirandom, koja je mogla biti djelomično odgovorna za zagrijavanje tog mjeseca (iako je najveće zagrijavanje koje se može pripisati bivšoj 1:3 rezonanciji Umbriela s Mirandom vjerojatno oko tri puta veće). Ariel je možda nekoć bio zaključan u rezonanciji 4:1 s Titanijom, iz koje je kasnije pobjegao. Ova rezonanca, koja se vjerojatno dogdila prije otprilike 3,8 milijardi godina, povećala bi Arielovu orbitalnu ekscentričnost, što bi rezultiralo plimnim trenjem zbog vremenski promjenjivih plimnih sila iz Urana. To bi uzrokovalo zagrijavanje Arielove unutrašnjosti za čak 20 K. 

## Umbriel
Umbriel kruži oko Urana na udaljenosti oko 265 980 km. Polumjer Umbriela iznosi 584.7 km, a masa 1.27 × 1021 kg. Umbriel je vrlo sličan Oberonu, iako je manji.
Otkrio ga je William Lassell, 1851. godine. 
Umbriel je građen od stijenja i vodenog leda.
Umbrielova površina je jednolična, prepuna udarnih kratera od kojih se ističe jedan sa svijetlim dnom. Krateri su mnogo veći nego kod Ariela i Titanije. Umbrielova se površina vjerojatno nije mijenjala od svog formiranja.
Umbriel ima vrlo tamnu površinu - reflektira dvostruko manje svjetlosti od najsvjetlijeg Uranovog satelita Ariela. Tamna boja površine vjerojatno potječe od prašine koja se nalazi u prostoru Umbrielove orbite.

## Titanija
Titanija kruži oko Urana na udaljenosti oko 436 270 km. Polumjer joj iznosi 788.9 km, a masa 3.49 × 1021 kg. Titania je vrlo slična Arielu, iako je veća.
Otkrio ju je William Herschel, 1787. godine. 
Titanija posjeduje vrlo rijetku atmosferu, točnije egzosferu ugljik dioksida, čiji izvor nije poznat.
Titanija je građena od stijenja i vodenog leda.
Površina Titanije je puna kratera i kanjona, a vidljivo je i nekoliko velikih bazena (vrlo velikih kratera). Kao i kod Ariela, stotinama kilometara dugačke doline se međusobno sijeku. Neki krateri izgledaju dopola "potopljeni".
Površina Titanije je relativno mlada, što upućuje na postojanje procesa koji mijenja površinu. Smatra se da je Titania nekad imala vruću unutrašnjost, koja se do našeg vremena ohladila. Doline su mogle nastati zbog stezanja zbog hlađenja, te zbog uzdizanja leda.

## Oberon
Oberon kruži oko Urana na udaljenosti oko 583 420 km, čime je najdalji satelit ove skupine. Polumjer Oberona iznosi 761.4 km, a masa 3.03 × 1021 kg. Oberon je vrlo sličan Umbrielu, iako je veći.
Otkrio ga je William Herschel, 1787. godine. 
Oberon je građen od stijenja i vodenog leda.
Oberonova površina je prepuna udarnih kratera, mnogo većih od onih na Arielu i Titaniji. Neki pokazuju i zrake izbačenog materijala slične onima na Jupiterovu satelitu Kalistu. Mnogi krateri imaju dna prekrivena tamnijim materijalom.
Velike pukotine na južnoj Oberonovoj polutci ukazuju na geološku aktivnost u ranoj povijesti ovog satelita. Oberonova površina se nije mnogo mijenjala od svog formiranja.